# Cleverson da Silva
Cleverson Oliveira da Silva Teixeira (né le 5 septembre 1973) est un athlète brésilien, spécialiste du 400 m haies.
Son meilleur temps est de 49 s 10 obtenu lors des Jeux panaméricains à Winnipeg en 1999.